# Takatsukasa Hiromichi

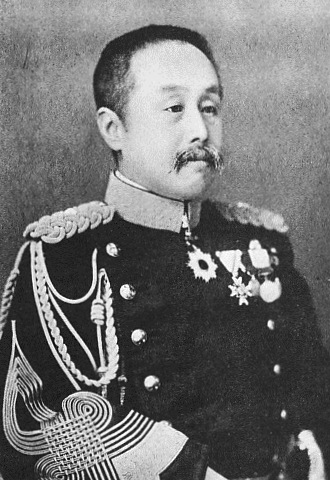
Takatsukasa Hiromichi, 1913

Takatsukasa Hiromichi (jap. 鷹司煕通; * 2. April 1855 in Kyōto; † 17. Mai 1918) war ein Spross der hochadligen Familie Takatsukasa, die, von Konoe Iezane abstammend, bis zur Meiji-Restauration etliche Regenten gestellt hat.
Er war der adoptierte elfte Sohn des Takatsukasa Masamichi. Sein leiblicher Vater war Kujō Hisatada (九条尚忠).
Hiromichi schlug eine Militärkarriere ein, nachdem er zunächst als Kind in den Sanhō-in gegeben worden war und für eine geistliche Laufbahn bestimmt war. 1872 wurde er zur militärischen Ausbildung nach Deutschland gesandt. Nach seiner Rückkehr begab er sich an die Koyama-Militärschule, wo er 1879 sein Leutnantspatent erhielt. Der gute Reiter stieg später bis zum Generalmajor und Großhofmarschall des Taishō-Tennō auf.
Verheiratet war er mit Yasuko, Tochter des Tokusama Iesato. Ihre Söhne waren Nobusuke (信輔; 1890–1959), Nobuhiro (信熙; 1892–1981), Nobutaka (信敬) sowie Nobuatsu (信淳; 1893–1941), der von der fürstlichen Matsuzono-Familie adoptiert wurde. Weiterhin hatte er eine Tochter Fusako (房子, 1887–1918), eine weitere adoptierte er von Matsuzono Naoyoshi.